# Nicrophorus sepultor
Nicrophorus sepultor là một loài bọ cánh cứng trong họ Silphidae được miêu tả bởi Toussaint de Charpentier in 1825.